# Bitka kod Murse
Bitka kod Murse ili bitka kod Murse Major odigrala se u 28. rujna 351. u Panoniji na tlu današnje Hrvatske kod Osijeka između rimskih snaga pod carem Konstancijem II na jednoj, i rimskih snaga pod uzurpatorom Magnencijem na drugoj strani. Godinu dana prije se Magnencije na čelu rimskih snaga u Galiji pobunio i ubio Konstancijevog brata i suvladara Konstansa; potom je došlo do pregovora između Magnencija, koji je Konstancija bio spreman priznati kao cara u istočnom dijelu Carstva, te Konstancija, koji je Magnenciju bio spreman prepustiti Galiju, ali ne i ostatak Zapadnog Carstva. Njihov neuspjeh je doveo rata, odnosno do sudara dviju vojski u blizini ušća Drave u Dunav. 
Konstancije je raspolagao daleko brojnijim snagama, uključujući tešku konjicu i strijelce, dok se Magnencije morao oslanjati na relativno nedisciplirane i neobučene barbarske pomoćne trupe, o čemu svjedoči i bijeg dijela franačke konjice na Konstancijevu stranu, uoči same bitke. 
Prema nekim izvorima, Konstancije je prije početka bitke napustio vojsku, te se otišao moliti kraj groba lokalnog kršćanskog mučenika. Prema carevu nećaku Julijanu pak, Konstancije ni u kojem času nije napuštao bojno polje. 
Bilo kako bilo, Magnencijeva vojska se, iako brzo opkoljena, borila s velikom upornošću i hrabrošću, ali je na kraju bila gotovo u potpunosti uništena. Magnencije je preživio, te se spasio bijegom s bojišta, prerušivši se u običnog vojnika. 
Konstancije, kojeg je u molitvi prekinuo lokalni biskup Murse Valens kako bi mu donio vijesti o pobjedi, došao je na bojište i ostao zapanjen ogromnim gubicima ne samo neprijateljske, nego i vlastite vojske. Navodno je tada briznuo u plač, zapovjedivši dostojan pokop svih poginulih i pružanje liječničke pomoći svim ranjenicima. 
Magnencijevim je vojnicima koji su se predali udijelio oprost. 
Usprkos pobjede, Konstanciju - koji je osim o Magnenciju morao brinuti i o barbarima na granici i Sasanidima na istoku - trebalo je dvije godine da popuni svoju vojsku i krene u konačni obračun s Magnencijem, koji će završiti bitkom kod Mons Seleucusa.
Kršćanski pisci su, za razliku od careva nećaka Julijana Apostate, ishod bitke tumačili prvenstveno Konstancijevom kršćanskom pobožnošću tj. njegovom navodnom ustrajnom molitvom tierkom bitke, što i danas odgovara uvriježenoj predodžbi o tome kako bi u sličnim okolnostima postupio jedan ranobizantski car.